# 北京大学民乐团

## 历史
北京大学民乐团的历史可以追溯到1919年。1916年蔡元培出任北京大学校长时，非常重视音乐教育，成立了“北京大学音乐团”并于1919年改组为“音乐研究会”，还亲自担任会长。该会中的“古琴”、“琵琶”以及“昆曲”组可以视为北京大学民乐团的源头。1919年国乐名家王露被聘为北京大学“音乐研究会”导师，教授琵琶、古琴。 昆曲组导师则是著名学者、戏曲理论家、作家吴梅。
1922年8月，经萧友梅提议，北大音乐研究会改组为北京大学音乐传习所，由蔡元培任所长。该所简章提出“以养成乐学人才为宗旨，一面传习西洋音乐，一面保存中国古乐．发扬而光大之。”正是在这个时候，一代宗师刘天华应邀出任琵琶导师，并首次将民间乐器二胡带入了高等院校的殿堂。
1927年奉系军阀张作霖接管了北京政权后，其教育总长刘哲以“有伤社会风化”，“浪费国家钱财”为由，下令停办了北京国立院校的所有音乐系科。北京大学音乐传习所也因此解散。此后六十余年民乐社团在北大仅以民间社团形式存在，发展状况不得而知，不过民乐的传统在学生及老师中得到了延续。
1994年，北京市教委提出成立“北京大学生民乐团”，并将这块牌子挂在了北京大学艺术学系。北京大学于是整合资源，重组民乐团。乐团初期的指导老师包括王振先，曹文工等。但是由于一些人为因素的干扰，在1999年9月以前，北京大学民乐团并没有长期担当指导任务的老师。
1999年9月，在学校艺术团艺术总监李小慧副教授的支持下，东方歌舞团退休指挥兼作曲张翰书先生出任北京大学民乐团指挥。在他的指导下，训练了3个月的民乐团在校内办公楼礼堂举行了一场专场音乐会，深获好评。2000年夏天又与美国加州州立大学管乐团在北京世纪剧院举行了联合音乐会，获得成功。又是因为一些人为因素，张翰书先生在2001年不再担任乐团指挥。
中央音乐学院民乐系王甫建副教授随即接任指挥，并将乐团定位为一个能够展现当代大学生精神面貌，并在立足传统的基础上带有强烈探索精神的乐团。2002年1月在国家图书馆音乐厅举办了新年音乐会，演出曲目就包括了传统曲目如《春江花月夜》、《二泉映月》，以及现代曲目如谭盾的《西北组曲》。
2004年3月，原定在2003年夏天举行，后因非典型肺炎(SARS)取消的《天韵》古典音乐题材专场音乐会在北大办公楼礼堂演出。演出曲目依然兼具传统及现代。
2005年3月，乐团以中央音乐学院唐建平教授的作品《后土》参加首届北京市大学生艺术展演活动乐器专场比赛，获得一等奖（总分第三）。小乐队（北京大学民乐团弹拨乐队）则以顾冠仁创作的《酒狂》以及王惠然作曲、朱可圣配器的《塔吉克的节日》参加首届北京市大学生艺术展演活动乐器专场比赛，也获得一等奖（总分第二）。北京大学民乐团是参赛各队伍中，唯一一支在大小乐队都获得一等奖的学校。
2005年7月，乐团代表北京市参加全国大学生艺术展演，在器乐组中荣获一等奖，得分为所有民乐团之冠。

## 北京大学民乐团弹拨乐队
北京大学民乐团弹拨乐队创建于2001年春天，由北京大学中文系新加坡留学生陈可扬组织成立，并担任排练指导。在成立的第一年中，就排出了《塔吉克的节日》、《秋月》、《驼铃响叮当》等等保留节目，共12首。其中《塔吉克的节日》在多个场合演出，还参加了2005年的比赛，是弹拨乐队最著名的节目。王甫建教授接任乐团指挥后，曾经安排中央音乐学院中阮专业教师徐阳出任弹拨乐指导，但是只排《讯》、《玉关引》等曲目后就不再担任。弹拨乐队排练依旧由陈可扬负责，直到2003年陈可扬毕业离校。其后弹拨乐队的排练由在籍团员负责。